# Mathieu van der Poel

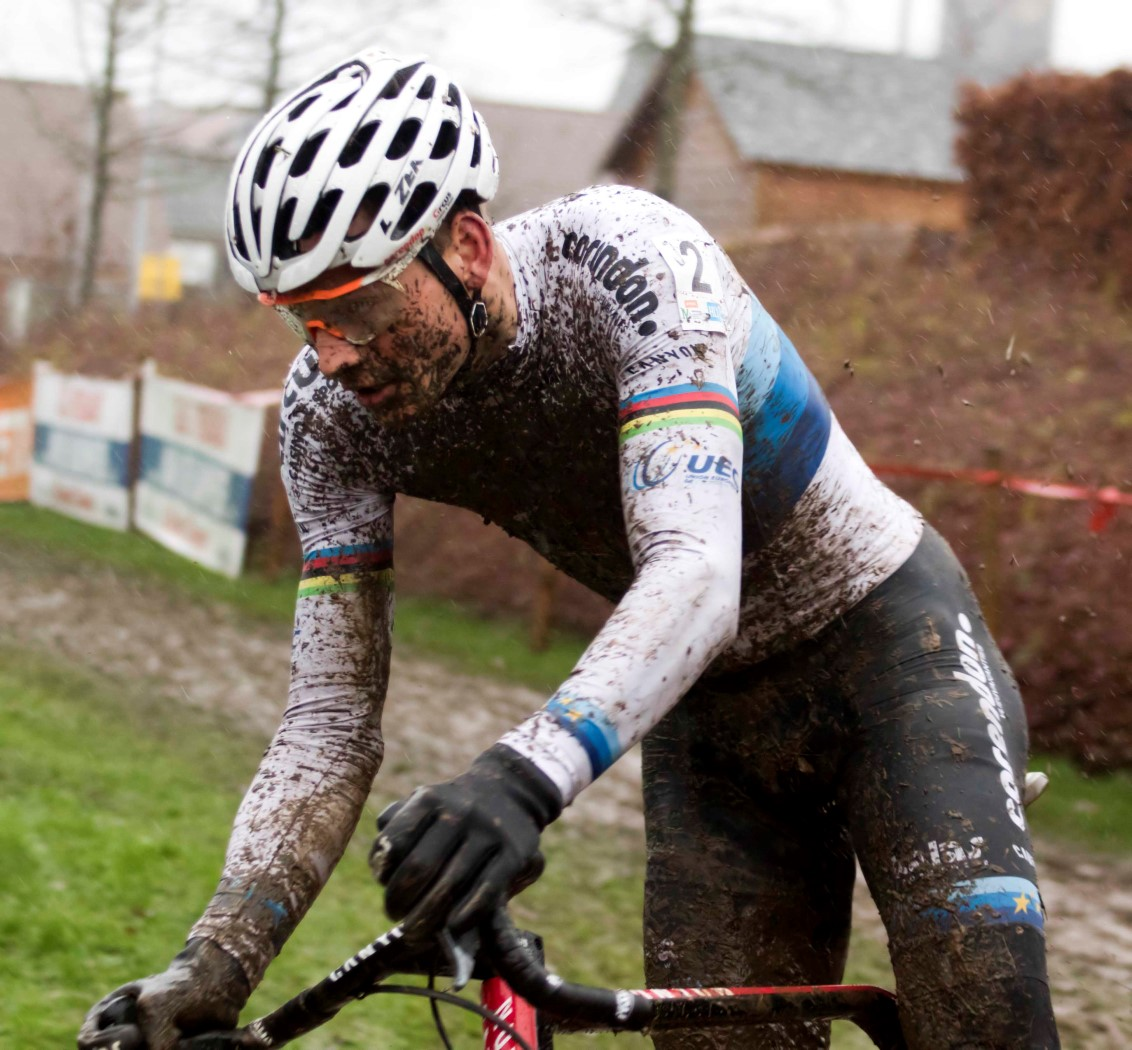
Mathieu van der Poel i en cykelcross-tävling i Otegem, i västflandern, Belgien 2018.

Mathieu van der Poel , född 19 januari 1995 i Kapellen i Antwerpen, är en nederländsk tävlingscyklist som för närvarande (2024) tävlar för UCI WorldTeam Alpecin-Deceuninck.
van der Poel tävlar i cykelcross, mountainbike och landsvägscykel. 2013 vann han som 18-åring juniorvärldsmästerskapen i landsvägscykel i Florens. Han vann sedan VM i cykelcross i Tábor 2015, Bogense 2019, Dübendorf 2020, Oostende 2021, Hoogerheide 2023, Tábor 2024 och Liévin 2025. Han har vunnit nederländska nationsmästerskapen i landsvägscykel 2018 och 2020 samt endagsloppen Dwars door Vlaanderen, Brabantse Pijl och Amstel Gold Race under en och samma säsong 2019.
Säsongen 2020 tog van der Poel sin finaste seger dittills när han tog sin första seger i Flandern runt, en av cykelsportens mest prestigefyllda endagarstävlingar, de så kallade monumenten. 24 år tidigare 1986 vann hans far Adri van der Poel samma tävling. 2022 vann han återigen Flandern runt och 2023 blev han världsmästare i linjelopp.

## Bakgrund
Mathieu van der Poel är tredje generationens cyklist i en framgångsrik cykelsläkt. Fadern, Adri van der Poel, blev nederländsk mästare i cykelcross sex gånger och en gång på landsväg. Han vann även CX-VM 1996 och tog etappsegrar i Tour de France och i sex klassikerlopp. Morfadern, fransmannen Raymond Poulidor, vann Vuelta a España 1964 och blev tvåa i Tour de France tre gånger.

## Meriter – Landsväg
| 2011 Nederländsk mästare i tempolopp (juniorer) 2013 Nederländsk mästare i linjelopp (juniorer) Världsmästare i linjelopp (juniorer) 2014 Vinnare av Ronde van Limburg Vinnare totalt Baltic Chain Tour 2015 6:a totalt i Belgien runt 2016 8:a i Ronde van Limburg 2017 Vinnare av etapp 2 i Belgien runt Vinnare totalt av Boucles de la Mayenne Vinnare av Dwars door het Hageland 2:a i Ride Bruges 2018 Vinnare totalt av Boucles de la Mayenne Vinnare av Ronde van Limburg Nederländsk mästare i linjelopp Arctic Race of Norway Vinnare av poängtävlingen Vinnare av etapperna 1 och 4 2:a vid Europamästerskapen i linjelopp 2019 Vinnare av etapp 1 i Tour of Antalya Vinnare av Grand Prix de Denain Vinnare av Dwars door Vlaanderen Vinnare av etapp 1 y Circuit Cycliste Sarthe Vinnare av Brabantse Pijl Vinnare av Amstel Gold Race Vinnare av etapp 1 i Arctic Race of Norway Vinnare totalt av Tour of Britain Vinnare av etapperna 4, 7 och 8 4:a i Flandern runt 4:a i Gent-Wevelgem 2020 Nederländsk mästare – linjelopp Vinnare av etapp 7 i Tirreno–Adriatico Vinnare totalt av BinckBank Tour Vinnare av etapp 5 Vinnare av Flandern runt 2:a i Brabantse Pijl 3:a i Gran Piemonte 6:a i Liège-Bastogne-Liège 9:a i Gent-Wevelgem | 2021 Vinnare av Strade Bianche Vinnare av etapp 2 i Tour de France Vinnare av etapperna 3 och 5 i Tirreno–Adriatico Vinnare av etapperna 2 och 3 i Tour de Suisse Vinnare av etapp 1 i UAE Tour 2:a i Flandern runt 3:a i Paris–Roubaix 3:a i E3 Saxo Bank Classic 5:a i Milano–Sanremo 2022 Vinnare av Flandern runt Vinnare av Dwars door Vlaanderen Vinnare av Grand Prix de Wallonie Vinnare av etapp 1 i Giro d’Italia Vinnare av etapp 4 i Settimana Internazionale Coppi e Bartali 3:a i Milano–Sanremo 4:a i Amstel Gold Race 9:a i Paris–Roubaix 2023 Världsmästare i linjelopp Vinnare totalt av Belgien runt Vinnare av poängtävlingen Vinnare av etapp 4 Vinnare av Milano–Sanremo Vinnare av Paris–Roubaix Vinnare av Super 8 Classic 2:a i Flandern runt 2:a i E3 Saxo Classic 3:a i linjelopp vid Belgiska mästerskapen 2024 Vinnare av Flandern runt Vinnare av Paris–Roubaix Vinnare av E3 Saxo Bank Classic 2:a i Gent–Wevelgem 2:a i Liège–Bastogne–Liège 10:a i Milano–Sanremo 2025 Vinnare av Paris–Roubaix Vinnare av Milano–Sanremo Vinnare av E3 Saxo Bank Classic Vinnare av Le Samyn Vinnare av etapp 2 i Tour de France 3:a i Flandern runt |

## Meriter – Cykelcross
| 2011/2012 Juniorvärldsmästare Nederländsk juniormästare Vinnare av UCI World Cup (juniorer) Vinnare av Superprestige (juniorer) 2012/2013 Juniorvärldsmästare Nederländsk juniormästare Vinnare av UCI World Cup (juniorer) Vinnare av Superprestige (juniorer) | 2013/2014 Nederländsk U23-mästare Vinnare av UCI World Cup (U23) Vinnare av Superprestige (U23) 2:a vid Europamästerskapen (U23) 2:a i Trofee veldrijden (U23) 3:a vid Världsmästerskapen (U23) 2014/2015 6:a i UCI World Cup (U23) |

### Elit
Världsmästerskapen och de nederländska mästerskapen avgjordes i januari–februari. Europamästerskapen för herrar elit infördes 2015 och hölls sedan på hösten (november). UCI World Cup, Superprestige och Trofee veldrijden består av deltävlingar spridda under säsongen. UCI:s världsranking anger ställningen vid säsongens slut i mars. Mathieu van der Poel körde bara ett lopp under 2021/2022 på grund av ryggproblem.
| SäsongTävling             | 2013 2014 | 2014 2015 | 2015 2016 | 2016 2017 | 2017 2018 | 2018 2019 | 2019 2020 | 2020 2021 | 2021 2022 | 2022 2023 | 2023 2024 | 2024 2025 |
| ------------------------- | --------- | --------- | --------- | --------- | --------- | --------- | --------- | --------- | --------- | --------- | --------- | --------- |
| Världsmästerskapen        | U23       |           | 5         |           |           |           |           |           | –         |           |           |           |
| Europamästerskapen        | U23       | X         | –         |           |           |           |           | –         | –         | –         | –         | –         |
| Nederländska mästerskapen | U23       |           |           |           |           |           |           | X         | –         | –         | –         | –         |
| UCI World Cup             | U23       | 25        | 5         | 8         |           |           | 8         |           | 35        | 6         | 6         | 4         |
| Superprestige             | U23       |           | 8         |           |           |           | 12        | 12        | –         | 12        | 22        | 19        |
| Trofee veldrijden         | U23       | 10        | 16        | 11        |           |           |           | 8         | –         | 14        | 5         | 6         |
| UCI:s världsranking       | 8         | 4         | 2         | 2         | 1         | 1         | 1         | 4         | 89        | 5         | 5         | 8         |

X = Ej avhållen      U23 = Deltog i U23-klassen